# Augustijnenklooster (Brugge)
Het voormalige Augustijnenklooster te Brugge was bij zijn stichting in 1286 een van de vroegste kloosters van de orde van de augustijnen in de Nederlanden. Na zware problemen tijdens de reformatie, de beeldenstorm en de Tachtigjarige Oorlog, kende dit klooster een nieuwe bloei onder het bewind van de aartshertogen Albrecht en Isabella. De Franse Revolutie betekent het definitieve einde van het klooster, waarvan vandaag enkel de straatnaam en enkele beschermde gebouwen in een zijstraat nog getuige zijn.

## Geschiedenis

### Stichting en begindagen
Op 9 april 1256 worden alle eremietgroepen verenigd door toedoen van paus Alexander IV, met de oprichting van de orde van de eremieten van Sint-Augustinus. Op dat moment waren er reeds augustijnen gevestigd te Brugge, in de buurt van waar ze in 1286 het klooster stichtten. Het Brugse klooster behoorde tot de Franse provincie van de augustijnen. In 1300 wordt de Provincia Coloniensis opgericht, en het Brugse klooster werd hierbij ingedeeld.

### Eerste verval
Door de pestepidemie in de 14de eeuw komen ook veel augustijnen om, onder andere omdat ze zich bekommeren om de slachtoffers. Wanneer Maarten Luther, zelf een augustijnermonnik uit Wittenberg, zijn reformatie predikt, heeft dit vooral veel weerklank in de Duitse en Nederlandse kloosters. De andere, waaronder het Brugse, hebben sterk te lijden onder deze reformatiebeweging. Ook de plunderingen door de beeldenstorm en de onstabiele periode van de Tachtigjarige Oorlog verzwakken de resterende Vlaamse kloosters, vooral dan die van Ieper, Gent, Mechelen en Brugge. Bij de inval van de geuzen houden deze kloosters op te bestaan. Het Gentse klooster wordt zelfs met de grond gelijkgemaakt.

### Bloei
Onder het bewind van Albrecht en Isabella kunnen de augustijnen hun kloosters heropbouwen. Ook het Brugse klooster vindt hier zijn tweede adem. Net als de jezuïeten wordt aandacht besteed aan opvoeding van jongeren, zodat deze kloosters zeker een element zijn in het welslagen van de contrareformatie. Ook in Brugge wordt een college opgericht in de eerste helft van de 17de eeuw.

### Franse Revolutie
De verlichting en de Franse Revolutie treffen de augustijnenorder bijzonder zwaar. De colleges worden in 1795 verplicht gesloten. De kloostergebouwen en hun bezittingen worden in beslag genomen en openbaar verkocht door het Franse bewind. In 1803 wordt de Belgische provincie formeel opgeheven. Dit betekent voor het Brugse klooster het definitieve einde. In Gent wordt na de Belgische onafhankelijkheid opnieuw met een klooster gestart. In dit Sint-Stefanusklooster worden ook de archiefstukken van het Brugse klooster bewaard.

## Gebouw
Het kloostergebouw was gelegen aan de huidige Augustijnenrei. Na het vertrek van de kloostergemeenschap werd het gebouw omgevormd tot een herberg en brouwerij "De gouden leeuw", en later garage Automobilia. In de jaren 1990 werd op die plaats een wooncomplex opgericht. Enkel een paar huisjes in de Jan Miraelstraat hebben nog elementen behouden van vroegere bedrijfsgebouwen die deel uitmaakten van het voormalige klooster. Ook de Augustijnenbrug, oorspronkelijk daterend uit 1294, is nog verbonden met de aanwezigheid van de orde op die plaats.